# Gamla Heidelberg (film)
Gamla Heidelberg (engelska: The Student Prince in Old Heidelberg) är en amerikansk dramakomedifilm från 1927 i regi av Ernst Lubitsch. Filmen är baserad på Wilhelm Meyer-Försters pjäs Gamla Heidelberg från 1901. I huvudrollerna ses Ramon Novarro, Norma Shearer och Philippe De Lacy.

## Rollista i urval
- Ramon Novarro - kronprins Karl Heinrich
- Norma Shearer - Kathi
- Jean Hersholt - doktor Friedrich Jüttner
- Gustav von Seyffertitz - kung Karl VII
- Philippe De Lacy - unge Karl
- Edgar Norton - Lutz
- Bobby Mack - Johann Kellermann
- Edward Connelly - premiärminister von Haugk
- Otis Harlan - gamle Ruder
- Hans Joby - student
- Edythe Chapman - unge Karls barnsköterska